# Lysdiode-bagbelyst LCD-skærm
En lysdiode bagbelyst LCD-skærm er f.eks. et fjernsyn- eller computer-skærm som i stedet for koldkatode lysstofrør (eng. CCFL) benytter lysdioder til bagbelysning.
 
Lysdiodeenheden som belyser LCD-skærmen kaldes en LED-BLU (LED-BackLighting Unit).
Indenfor tv-branchen kaldes et TV med lysdiode bagbelyst LCD-skærm for LED-TV (termen benyttes af Samsung Electronics, Toshiba, Philips, LG Electronics og Vizio).
Lysdioder i deres nuværende form er alt for store til at være individuelle pixels på traditionelle fjernsyn. Anvendelsen af en ægte lysdiodeskærm er derfor reserveret til meget større skærme på sportspladser og andre kommercielle steder.
Lysdiodebagbelysningen kan komme i flere former:
- Hvide lysdioder spredt langs kanten – Edge-LED – er den mest udbredte form da den er billigst og kan skabe meget tynde Tv-modeller. Et specielt diffusionspanel anvendes til at sprede lyset jævnt bag skærmen[2]. Ulempen ved Edge-LED kan imidlertid være, at baggrundslyset fordeles inhomogent over LCD panelet[3].
- Hvide lysdioder spredt bag skærmen – Direct-LED – evt. kan lysdioderne lokalt dæmpes i takt med ønsket lokal max. lys niveau. Fordelen er at kontrasten bliver meget større og energiforbruget lavere.
- Røde, grønne og blå lysdioder sat sammen og spredt bag skærmen – Dynamic RGB LED (RGB-farver) – evt. kan lysdioderne lokalt dæmpes i takt med ønsket lokal max. lys niveau. Fordelen er at kontrasten bliver meget større og energiforbruget lavere.

## Lysdiodebagbelysning sammenlignet med traditionel koldkatode lysstofrør
Lysdiode bagbelyst LCD-skærm adskiller sig væsentligt fra konventionelle LCD-skærme med koldkatode lysstofrør på flere vigtige områder:
- De kan fremvise et billede med større dynamisk kontrast.
- Med Edge-LED-bagbelysning kan de laves yderst tynde. Aktuelle modeller er kun lidt tykkere end 25mm.
- De bruger mindre energi – især efter kalibrering. Min. 10%[5] og i snit omkring 40% mindre end koldkatode lysstofrør.
- Potentielt længere levetid.[6][7]
- Mindre farvefalmen igennem levetiden.[7]
- De kan formidle en større farve gamut, specielt når RGB-LED bagbelysning benyttes.[8]
- Mindre miljøforurening når de sendes til affaldspladsen.
- Dyrere i det aktuelle marked.
- Kan give mindre EMI[9], hvilket kan betyde færre udgifter til filtreringskredsløb.